# Lotus 38

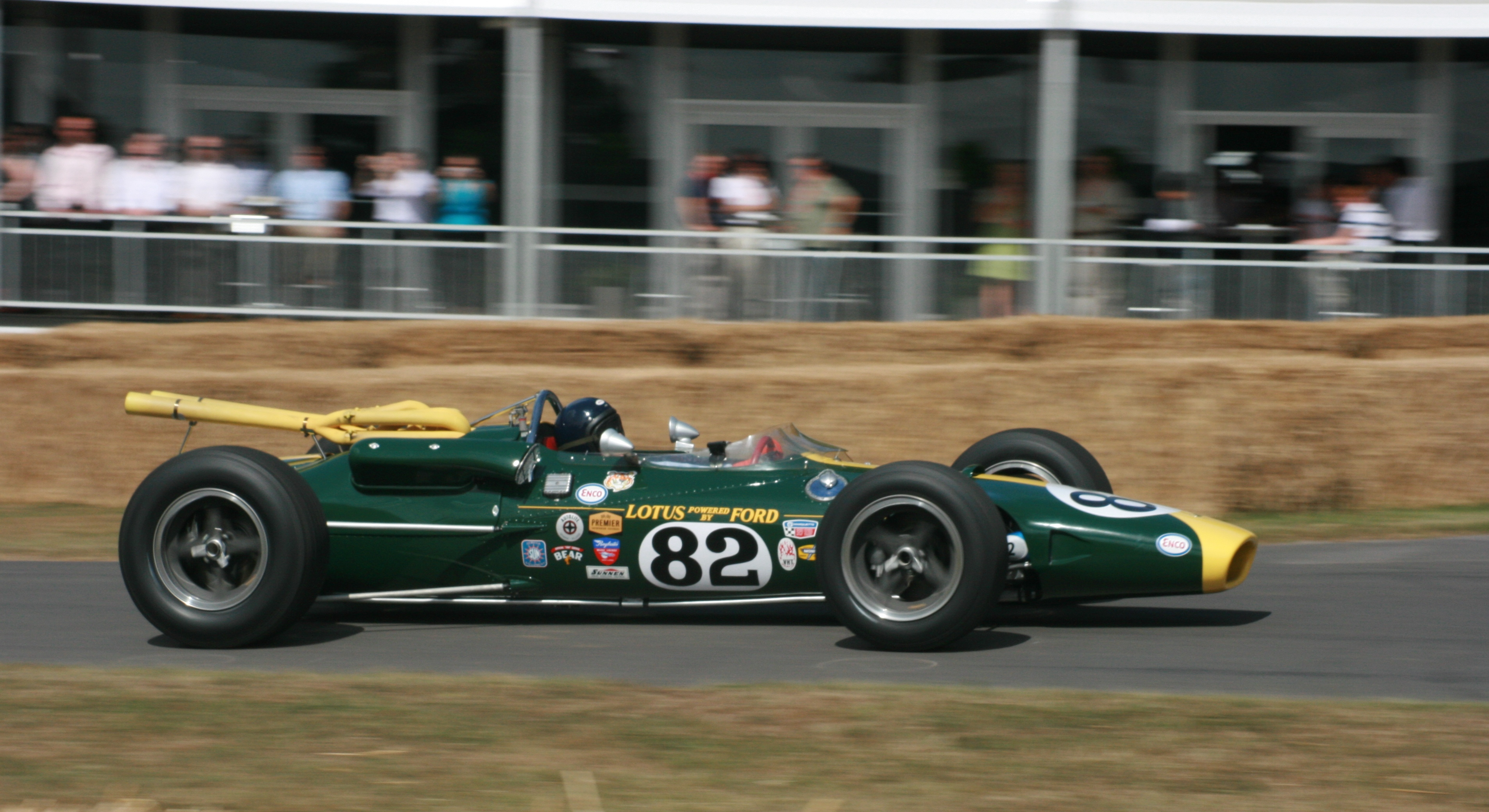
Lotus 38 pilotée par Jackie Stewart au Goodwood Festival of Speed de 2010.

La Lotus 38 en 1965 est la première voiture de course monoplace à moteur central arrière à remporter les 500 miles d’Indianapolis avec Jim Clark au volant. Elle fut engagée par Lotus de 1965 à 1967. Il en fut construit un total de huit exemplaires pour la plupart utilisés par Lotus. Certains exemplaires furent toutefois vendus à d’autres concurrents, notamment A.J. Foyt et Mario Andretti.

## Conception
Elle fut dessinée par Colin Chapman et Len Terry en vue de participer aux 500 miles d’Indianapolis de 1965. Il s’agissait d’une évolution des Lotus 29 et Lotus 34 Indy qui l’avaient précédée, mais son châssis était entièrement monocoque. Elle était propulsée par le même moteur Ford V8  à injection qui développait 500 ch. Toutes ces voitures disposaient d’un moteur central arrière améliorant la répartition du poids et leur donnant une bonne maniabilité. Bien que significativement plus massive que les formules 1 de l’époque, la Lotus 38 paraissait menue par rapport aux roadsters américains.
La Lotus 38 était volontairement conçue avec une suspension asymétrique dans laquelle le châssis était logé de façon décentrée entre les roues. Cette asymétrie portait vers la gauche et était supportée par des bras de longueur inégale. Bien qu’en théorie cette configuration était mieux adaptée aux circuits ovales (qui ne comportent que des virages à gauche), par exemple en égalisant l’usure des pneus entre les deux côtés de la voiture, en pratique la gestion en était complexe au point que le concept ne rencontra jamais beaucoup de succès.

## Déroulement de la course
Lors des essais des 500 miles de 1965, Clark se qualifia en seconde position à une vitesse moyenne de 258,668 km/h avec un nouveau record sur un tour établi à 259,061 km/h. Bien que Clark et A.J. Foyt aient dépassé la barrière des 160 mph (257,495 km/h) au cours d’essais réalisés plus tôt dans le mois, Clark fut le premier à franchir cette marque en essais officiels. Ce fut toutefois Foyt qui s’empara en définitive de la pole position au volant d’une Lotus 34 légèrement modifiée avec un temps moyen de 259,479 km/h et un tour record à 260,646 km/h.
Clark pris la tête dès le départ et bien que Foyt l’ai passé dans le second tour, il reprit la première position dans le troisième. À partir de ce moment Clark ne perdit le commandement de la course  qu’au 65e tour lorsqu’il fit son premier passage au stand. Floyt mena la course jusqu’à son arrêt au stand au 74e tour. Clark pris alors la tête de la course pour ne plus la quitter. À l’exception de dix tours l’Ecossais mena toute l’épreuve qu’il remporta en ne tolérant que quatre autres concurrents (dont le rookie Mario Andretti dans une autre Lotus 34 modifiée) dans le même tour et reléguant le reste du peloton à au moins  deux tours. Avec la seconde place de Parnelli Jones (également sur Lotus 34 modifiée) cette victoire avait pour Clark et Lotus un parfum de revanche sur la course de 1963 les avaient vus perdre la course alors que plusieurs observateurs, dont Colin Chapman et le journaliste Brock Yates, étaient convaincu que Jones aurait dû être disqualifié en raison de l’huile répandue sur la piste par son roadster à moteur avant.
Lotus revint encore avec la Lotus 38 en 1966 mais la victoire revint à Graham Hill au volant d’une Lola et aussi en 1967 où Clark fut contraint à un abandon précoce en raison d’un moteur explosé.
Après une certaine résistance des équipes américaines qui pensaient généralement que les voitures à moteur arrière étaient faites pour des conducteurs appréciant être poussés, la Lotus 38 avait démontré qu’elle pouvait battre la concurrence sur le Brickyard et que les jours des voitures à moteur avant étaient comptés (à vrai dire, seuls quatre des trente-trois partants de l’édition 1965 s’étaient alignés au volant de voitures à moteur avant). Clark remporta la course à la vitesse moyenne de 242,506 km/h, ce qui constituait non seulement le record de l’épreuve pour l’époque mais aussi la première fois qu’elle était disputée à une vitesse supérieure à 150 mph (241,402 km/h). Le record précédent avait été établi en 1964 à une moyenne de 237,137 km/h par A.J. Foyt au volant d’un roadster Watson à moteur avant qui fut la dernière de ce type à remporter les 500 miles d’Indianapolis.
Certains éléments de la Lotus 38 allaient ensuite être incorporés dans la conception de la légendaire Lotus 49 et les premières Coyotes construites par Foyt (comme bon nombre d’autres voitures Indy contemporaines) étaient des clones de la Lotus 38.